# Keito Furushima
Keito Furushima (古島 圭人 Furushima Keito?), född 5 september 1995 i Tokyo prefektur, är en japansk fotbollsspelare.
Furushima började sin karriär 2018 i YSCC Yokohama.